# Suzan DelBene
Suzan Kay DelBene, née le 17 février 1962 à Selma (Alabama), est une femme politique américaine. Membre du Parti démocrate, elle est élue de l'État de Washington à la Chambre des représentants des États-Unis depuis 2012.

## Biographie
Suzan DelBene est diplômée d'un baccalauréat en sciences du Reed College en 1983 et d'un MBA de l'université de Washington en 1990.
Elle se présente une première fois à la Chambre des représentants des États-Unis en 2010 dans le 8e district du Washington. Avec 48 % des voix, elle est battue par le républicain sortant Dave Reichert. Entre 2010 et 2012, elle dirige le département d'État des impôts.
Elle est à nouveau candidate à la Chambre des représentants en 2012 dans le 1er district. En novembre, elle est élue avec 53,9 % des voix pour terminer le mandat de Jay Inslee, démissionnaire pour devenir gouverneur, et pour le mandat suivant. Elle est réélue avec 55 % des suffrages en 2014.

## Historique électoral

### Chambre des représentants
| Année | Suzan DelBene | Républicain |
| ----- | ------------- | ----------- |
| Année |               |             |
| 2010  | 47,9 %        | 52,1 %      |
| 2012  | 53,9 %        | 46,1 %      |
| 2014  | 55,0 %        | 45,0 %      |
| 2016  | 55,4 %        | 44,6 %      |
| 2018  | 59,3 %        | 40,7 %      |
| 2020  | 58,6 %        | 41,3 %      |
| 2022  | 63,5 %        | 36,4 %      |
| 2024  | 63,2 %        | 36,8 %      |